# Outlet Arena Moravia
Outlet Arena Moravia je obchodní centrum typu outlet, které se nachází v Ostravě-Přívoze a je největší v Moravskoslezském kraji. Jedná se o oválnou stavbu s parkovištěm uprostřed, která je v provozu od 22. listopadu 2018. Při nakupování mohou zákazníci využívat několik služeb (např. wifi zdarma). Dopravu zajišťuje sjezd ze silnice I/56 (v budoucnosti taky sjezd z dálnice D1) a taky je zde zastávka autobusu městské dopravy. Stavbu vystavěla firma TK Development, který stavěl i pražský Fashion Arena Prague Outlet. Správcem ostravského outletu je společnost CBRE.

## Obchody
V obchodním centru se nachází okolo padesáti značkových obchodních řetězců (tím se vyznačuje outlet). Mezi nejčastější patří oděvní řetězce a restaurace. Jsou zde tyto obchodní řetězce:
- Adidas
- Alpine Pro
- Banquet
- Benetton
- Boxeur Des Rues
- Burger King
- Bushman
- Calzedonia
- Costa Coffee
- Desigual
- Dm drogerie markt
- Don Pealo
- Ecco
- Esprit
- Fade
- Fade Clearance
- Fann Parfumerie
- Gant
- Gas
- Guty
- Hannah
- Hi-Tec
- Home & Cook
- KFC
- Klenoty Aurum
- Levi´s
- Lindt
- Marc O’Polo
- Max Tara
- Meatfly
- Mustang
- Optika Lunettes
- Pepe Jeans
- Pompo
- Puma
- Punk Food
- Rip Curl
- S. Oliver
- Sam 73
- Sweet Story
- Tchibo
- Tom Tailor
- Tommy Hilfiger
- Trespass
- Triumph
- Under Armour